# Yongin City FC
Yongin City Government FC (kor. 용인 시청 FC) – klub piłkarski z Korei Południowej, funkcjonujący w latach 2010–2016.

## Historia
Klub zadebiutował w Korea National League (wówczas drugi poziom rozgrywek) w sezonie 2010/2011, wcześniej uczestnicząc jeszcze w Pucharze Korei Południowej i Pucharze Korea National League. W sezonie 2010/2011 uzyskano jedenaste miejsce w lidze. Sezon później zespół zajął szóste miejsce, jednak reforma ligi oznaczała spadek na trzeci poziom. Sezon 2012/2013 klub ukończył na dziewiątej pozycji, następnie zajął dziesiąte miejsce. Sezon 2014/2015 ukończono na szóstym miejscu, a kolejny – na dziesiątym. Ponadto w 2016 roku zespół dotarł do 1/8 finału krajowego pucharu, gdzie przegrał 2:4 z Jeonnam Dragons. Trenerem klubu w tym okresie był Jong-pil Kim. Po 2016 roku Yongin City FC nie uczestniczył już w rozgrywkach.